# Ctenotus lateralis
Ctenotus lateralis är en ödleart som beskrevs av  Storr 1978. Ctenotus lateralis ingår i släktet Ctenotus och familjen skinkar. Inga underarter finns listade i Catalogue of Life.